# Lijst van voetbalinterlands Argentinië - Venezuela
Deze lijst van voetbalinterlands is een overzicht van alle officiële voetbalwedstrijden tussen de nationale teams van Argentinië en Venezuela. De landen speelden tot op heden 28 keer tegen elkaar. De eerste ontmoeting was een wedstrijd tijdens de Copa América 1967 op 25 januari 1967 in Montevideo (Uruguay). Het laatste duel, een kwalificatiewedstrijd voor het Wereldkampioenschap voetbal 2026, werd gespeeld in Maturín op 10 oktober 2024.

## Wedstrijden
| №  | Plaats         | Datum            | Competitie              | Wedstrijd              | Uitslag |
| -- | -------------- | ---------------- | ----------------------- | ---------------------- | ------- |
| 1  | Montevideo     | 25 januari 1967  | Copa América 1967       | Argentinië – Venezuela | 5 – 1   |
| 2  | Caracas        | 3 augustus 1975  | Copa América 1975       | Venezuela – Argentinië | 1 – 5   |
| 3  | Santa Fe       | 10 augustus 1975 | Copa América 1975       | Argentinië – Venezuela | 11 – 0  |
| 4  | San Cristóbal  | 26 mei 1985      | WK 1986 kwalificatie    | Venezuela – Argentinië | 2 – 3   |
| 5  | Buenos Aires   | 9 oktober 1985   | WK 1986 kwalificatie    | Argentinië – Venezuela | 3 – 0   |
| 6  | Santiago       | 8 juli 1991      | Copa América 1991       | Argentinië – Venezuela | 3 – 0   |
| 7  | Mendoza        | 21 december 1995 | Vriendschappelijk       | Argentinië – Venezuela | 6 – 0   |
| 8  | San Cristóbal  | 9 oktober 1996   | WK 1998 kwalificatie    | Venezuela – Argentinië | 2 – 5   |
| 9  | Buenos Aires   | 20 juli 1997     | WK 1998 kwalificatie    | Argentinië – Venezuela | 2 – 0   |
| 10 | Maracaibo      | 3 februari 1999  | Vriendschappelijk       | Venezuela – Argentinië | 0 – 2   |
| 11 | Maracaibo      | 26 april 2000    | WK 2002 kwalificatie    | Venezuela – Argentinië | 0 – 4   |
| 12 | Buenos Aires   | 28 maart 2001    | WK 2002 kwalificatie    | Argentinië – Venezuela | 5 – 0   |
| 13 | Caracas        | 9 september 2003 | WK 2006 kwalificatie    | Venezuela – Argentinië | 0 – 3   |
| 14 | Buenos Aires   | 17 november 2004 | WK 2006 kwalificatie    | Argentinië – Venezuela | 3 – 2   |
| 15 | Maracaibo      | 16 oktober 2007  | WK 2010 kwalificatie    | Venezuela – Argentinië | 0 – 2   |
| 16 | Buenos Aires   | 28 maart 2009    | WK 2010 kwalificatie    | Argentinië – Venezuela | 4 – 0   |
| 17 | San Juan       | 16 maart 2011    | Vriendschappelijk       | Argentinië – Venezuela | 4 – 1   |
| 18 | Calcutta       | 2 september 2011 | Vriendschappelijk       | Venezuela – Argentinië | 0 – 1   |
| 19 | Puerto La Cruz | 11 oktober 2011  | WK 2014 kwalificatie    | Venezuela – Argentinië | 1 – 0   |
| 20 | Buenos Aires   | 22 maart 2013    | WK 2014 kwalificatie    | Argentinië − Venezuela | 3 − 0   |
| 21 | Foxborough     | 18 juni 2016     | Copa América Centenario | Argentinië − Venezuela | 4 − 1   |
| 22 | Mérida         | 6 september 2016 | WK 2018 kwalificatie    | Venezuela − Argentinië | 2 − 2   |
| 23 | Buenos Aires   | 5 september 2017 | WK 2018 kwalificatie    | Argentinië − Venezuela | 1 − 1   |
| 24 | Madrid         | 22 maart 2019    | Vriendschappelijk       | Argentinië − Venezuela | 1 − 3   |
| 25 | Rio de Janeiro | 28 juni 2019     | Copa América 2019       | Venezuela − Argentinië | 0 − 2   |
| 26 | Caracas        | 2 september 2021 | WK 2022 kwalificatie    | Venezuela − Argentinië | 1 − 3   |
| 27 | Buenos Aires   | 25 maart 2022    | WK 2022 kwalificatie    | Argentinië − Venezuela | 3 − 0   |
| 28 | Maturín        | 10 oktober 2024  | WK 2026 kwalificatie    | Venezuela − Argentinië | 1 – 1   |
| 29 | Buenos Aires   | 4 september 2025 | WK 2026 kwalificatie    | Argentinië − Venezuela |         |

## Samenvatting
| Competitie        | Totaal gespeeld | Winst Argentinië | Gelijk | Winst Venezuela | Doelsaldo Argentinië – Venezuela |
| ----------------- | --------------- | ---------------- | ------ | --------------- | -------------------------------- |
| WK-kwalificatie   | 17              | 13               | 3      | 1               | 47 − 12                          |
| Copa América      | 6               | 6                | 0      | 0               | 30 − 3                           |
| Vriendschappelijk | 5               | 4                | 0      | 1               | 14 − 4                           |
| Totaal            | 28              | 23               | 3      | 2               | 91 − 19                          |

Wedstrijden bepaald door strafschoppen worden, in lijn met de FIFA, als een gelijkspel gerekend.

## Details

### Eerste ontmoeting
| Copa América 1967 (Montevideo, Uruguay, 25 januari 1967):                                   |       |                    |
| Argentinië                                                                                  | 5 – 1 | Venezuela          |
| Luis Artime 18' Juan Carlos Carone 26' Silvio Marzolini 50' Luis Artime 65' Luis Artime 88' | goals | 72' Rafael Santana |

### Tweede ontmoeting
| Copa América 1975 (Caracas, Venezuela, 3 augustus 1975): |       |                                                                                               |
| Venezuela                                                | 1 – 5 | Argentinië                                                                                    |
| Ramón Iriarte 15'                                        | goals | 11' Leopoldo Luque 28' Mario Kempes 35' Leopoldo Luque 65' Leopoldo Luque 87' Osvaldo Ardiles |

### Derde ontmoeting
| Copa América 1975 (Santa Fe, Argentinië, 10 augustus 1975): |        |           |
| Argentinië | 11 – 0 | Venezuela |
| Daniel Killer 8' Américo Gallego 14' Osvaldo Ardiles 39' Daniel Killer 41' Mario Kempes 53' Mario Zanabria 56' Daniel Killer 62' Mario Zanabria 64' Ramón Bóveda 80' Mario Kempes 81' Leopoldo Luque 85' | goals  |           |
| - Grootste nederlaag ooit voor Venezuela. |        |           |

### Vierde ontmoeting
| WK 1986 kwalificatie (San Cristóbal, Venezuela, 26 mei 1985): |       |                                                            |
| Venezuela                                                     | 2 – 3 | Argentinië                                                 |
| René Torres 10' Herbert Márquez 59'                           | goals | 3' Diego Maradona 42' Daniel Passarella 57' Diego Maradona |

### Vijfde ontmoeting
| WK 1986 kwalificatie (Buenos Aires, Argentinië, 9 oktober 1985): |              | |
| Argentinië | 3 – 0        | Venezuela |
| Miguel Ángel Russo 27' Néstor Clausen 87' Diego Maradona 90' | goals        | |
| Carlos Bilardo | bondscoach   | Walter Roque |
| Ubaldo Fillol Daniel Passarella Enzo Trossero Néstor Clausen Óscar Garré Diego Maradona Jorge Burruchaga Miguel Ángel Russo Ricardo Giusti Jorge Valdano Pedro Pasculli | opstellingen | César Baena Arnulfo Becerra Emilio Campos Pedro Acosta René Torres Asdrúbal Sánchez Bernardo Añor 46' Robert Elie Douglas Cedeño Nelson Carrero Pedro Febles |
| Néry Pumpido Juan Alberto Barbas Ricardo Gareca Marcelo Trobbiani Oscar Ruggeri                                                                                         | wissels      | 46' 66' William Méndez 66' Richard Nada Daniel Nikolac Nicola Simonelli Carlos Betancourt                                                                    |
| Óscar Garré 61' Néstor Clausen 65' | gele kaarten | 57' Asdrúbal Sánchez 86' Richard Nada |

### Zesde ontmoeting
| Copa América 1991 (Santiago, Chili, 8 juli 1991):                |       |           |
| Argentinië                                                       | 3 – 0 | Venezuela |
| Gabriel Batistuta 29' Claudio Caniggia 43' Gabriel Batistuta 51' | goals |           |

### Zevende ontmoeting
| Vriendschappelijk (Mendoza, Argentinië, 21 december 1995):                                                                |       |           |
| Argentinië | 6 – 0 | Venezuela |
| Juan Esnaider 2' Gustavo López 18' (pen.) Rodolfo Cardoso 24' Gustavo López 28' (pen.) Juan Esnaider 32' Carlos Netto 83' | goals |           |

### Achtste ontmoeting
| WK 1998 kwalificatie (San Cristóbal, Venezuela, 9 oktober 1996): |              | |
| Venezuela | 2 – 5        | Argentinië |
| Giovanni Savarese 7' Rafael Dudamel 87' | goals        | 35' Ariel Ortega 68' Juan Sorín 77' Diego Simeone 86' Hugo Morales 90' José Albornoz                                                                                |
| Rafael Santana | bondscoach   | Daniel Passarella |
| Rafael Dudamel William González David McIntosh Leonardo González Giovanni Savarese Gabriel Miranda 60' Félix Hernández 43' Sergio Hernández Luis Vera Ruberth Morán Juan Guerra 46' | opstellingen | Pablo Cavallero Roberto Ayala Juan Sorín Hernán Díaz Matías Almeyda Eduardo Berizzo José Albornoz 87' Diego Simeone 87' Ariel Ortega Hugo Morales Gabriel Batistuta |
| Gabriel Urdaneta 43' Luis Filosa 46' Carlos García 60' Félix Golindano José Luis Vallenilla Gerson Diaz                                                                             | wissels      | 87' Roberto Molina 87' Claudio López Roberto Abbondancieri Héctor Pineda Carlos Galvan Leonardo Astrada Sergio Berti                                                |
| Rafael Dudamel 37' Ruberth Morán 63' Sergio Hernández 66' Giovanni Savarese 68' David McIntosh 70'                                                                                  | gele kaarten | 10' Diego Simeone |

### Negende ontmoeting
| WK 1998 kwalificatie (Buenos Aires, Argentinië, 20 juli 1997): |       |           |
| Argentinië                                                     | 2 – 0 | Venezuela |
| Hernán Crespo 30' Pablo Paz 56'                                | goals |           |

### Tiende ontmoeting
| Vriendschappelijk (Maracaibo, Venezuela, 3 februari 1999): |              | |
| Venezuela | 0 – 2        | Argentinië |
| | goals        | 46' Walter Samuel 68' Marcelo Gallardo |
| José Omar Pastoriza | bondscoach   | Marcelo Bielsa |
| Danny Vigas David McIntosh Rolando Álvarez José Manuel Rey Jorge Alberto Rojas Fernando Martínez José Ricardo Duno Edson Tortolero Gabriel Urdaneta Félix Hernández 59' Cristian Cásseres 62' | opstellingen | Germán Burgos 23' Hugo Ibarra Eduardo Berizzo Walter Samuel Juan Pablo Sorín Diego Cagna Leonardo Astrada Cristian Bassedas Marcelo Gallardo 90' Guillermo Barros Schelotto Martín Palermo |
| Alexander Rondón 59' Luis Vera 62' | wissels      | 23' Claudio Husaín 90' Juan Ramón Fernández |
| Jorge Alberto Rojas ??' Félix Hernández ??' | gele kaarten | ??' Juan Pablo Sorín ??' Leonardo Astrada |
| - Debuut van Alexander Rondón voor Venezuela. |              | |

### Elfde ontmoeting
| WK 2002 kwalificatie (Maracaibo, Venezuela, 26 april 2000): |              | |
| Venezuela | 0 – 4        | Argentinië |
| | goals        | 8' Roberto Ayala 23' Ariel Ortega 77' Ariel Ortega 89' Hernán Crespo |
| José Omar Pastoriza | bondscoach   | Marcelo Bielsa |
| Rafael Dudamel Javier Villafraz 46' José Manuel Rey José Francisco González Jorge Alberto Rojas Miguel Mea Vitali Jesús Vera Héctor Bidoglio Gabriel Urdaneta Juan García 71' Rafael Castellín | opstellingen | Roberto Bonano Roberto Sensini Roberto Ayala Walter Samuel Javier Zanetti Diego Simeone Juan Sebastián Verón Kily González 78' Ariel Ortega Hernán Crespo 68' Claudio López |
| Gregory Luzardo 46' Fernando Martínez 71' | wissels      | 68' Gustavo López 78' Marcelo Gallardo |
| Gabriel Urdaneta 12' | gele kaarten | 39' Kily González 66' Javier Zanetti |

### Twaalfde ontmoeting
| WK 2002 kwalificatie (Buenos Aires, Argentinië, 28 maart 2001): |              | |
| Argentinië | 5 – 0        | Venezuela |
| Hernán Crespo 13' Juan Pablo Sorín 31' Juan Sebastián Verón 51' Marcelo Gallardo 60' Walter Samuel 85'                                                                             | goals        | |
| Marcelo Bielsa | bondscoach   | Richard Páez |
| Germán Burgos Juan Pablo Sorín 62' Nelson Vivas Mauricio Pochettino Walter Samuel Ariel Ortega Juan Sebastián Verón Diego Simeone Kily González Marcelo Gallardo 75' Hernán Crespo | opstellingen | Rafael Dudamel José Vallenilla Wilfredo Alvarado Luis Vera 65' Jorge Alberto Rojas José Manuel Rey Daniel Noriega 73' José Vera Gabriel Urdaneta Ricardo Páez 52' Fernando De Ornelas |
| Javier Zanetti 62' Gustavo López 69' | wissels      | 52' Giovanny Pérez 65' Elvis Martínez 73' Miguel Mea Vitali |
| Mauricio Pochettino 19' | gele kaarten | 66' Wilfredo Alvarado |

### Dertiende ontmoeting
| WK 2006 kwalificatie (Caracas, Venezuela, 9 september 2003): |              | |
| Venezuela | 0 – 3        | Argentinië |
| | goals        | 7' Pablo Aimar 25' Hernán Crespo 32' César Delgado |
| José Omar Pastoriza | bondscoach   | Marcelo Bielsa |
| Gilberto Angelucci Héctor González 46' José Manuel Rey Wilfredo Alvarado Jorge Alberto Rojas Luis Vera Leopoldo Jiménez Ricardo Páez Juan Arango 61' Ruberth Morán 46' Daniel Noriega | opstellingen | Pablo Cavallero Javier Zanetti Nelson Vivas Roberto Ayala Diego Placente 85' Andrés D'Alessandro Juan Sebastián Verón 63' Pablo Aimar Kily González 81' César Delgado Hernán Crespo |
| Luis José Vallenilla 46' Gabriel Urdaneta 46' Wilfredo Moreno 61' | wissels      | 63' Gabriel Heinze 81' Matías Almeyda 85' Luis González |
| Wilfredo Alvarado 18' Juan Arango 41' | gele kaarten | 16' Juan Sebastián Verón 79' Roberto Ayala |

### Veertiende ontmoeting
| WK 2006 kwalificatie (Buenos Aires, Argentinië, 17 november 2004): |              | |
| Argentinië | 3 – 2        | Venezuela |
| José Manuel Rey 3' (e.d.) Juan Román Riquelme 45+1' Javier Saviola 65' | goals        | 31' Ruberth Morán 72' Leonel Vielma |
| José Pékerman | bondscoach   | Richard Páez |
| Roberto Abbondanzieri Javier Zanetti Gonzalo Rodriguez Gabriel Milito Juan Pablo Sorin Javier Mascherano Esteban Cambiasso 79' Juan Roman Riquelme Santiago Solari 65' César Delgado 56' Luciano Figueroa | opstellingen | Rafael Dudamel Luis Vallenilla José Manuel Rey Alejandro Cichero 52' Jonay Hernandez Luis Vera 70' Ricardo Páez 72' Leopoldo Jimenez Jorge Rojas Juan Arango Ruberth Morán |
| Javier Saviola 56' Lucho González 65' Diego Placente 79' | wissels      | 52' Gabriel Urdaneta 70' Leonel Vielma 72' Cristian Cásseres |
| Javier Zanetti ??' Javier Saviola ??' Diego Placente ??' | gele kaarten | ??' Luis Vera |

### Vijftiende ontmoeting
| WK 2010 kwalificatie (Maracaibo, Venezuela, 16 oktober 2007): |       |                                     |
| Venezuela                                                     | 0 – 2 | Argentinië                          |
|                                                               | goals | 16' Gabriel Milito 43' Lionel Messi |

### Zestiende ontmoeting
| WK 2010 kwalificatie (Buenos Aires, Argentinië, 28 maart 2009):        |       |           |
| Argentinië                                                             | 4 – 0 | Venezuela |
| Lionel Messi 26' Carlos Tevez 47' Maxi Rodríguez 51' Sergio Agüero 73' | goals |           |

### Zeventiende ontmoeting
| Vriendschappelijk (San Juan, Argentinië, 16 maart 2011): |              | |
| Argentinië | 4 – 1        | Venezuela |
| Cristian Chávez 20' Pablo Mouche 35' Pablo Mouche 54' Luciano Aued 76' | goals        | 29' Daniel Arismendi |
| Sergio Batista | bondscoach   | César Farías |
| Javier García 46' Iván Pillud 46' Lisandro López Jonatan Maidana Claudio Yacob 61' Diego Valeri Ariel Rojas 32' Maximiliano Moralez 53' Cristian Chávez Pablo Mouche Matías Defederico 46' | opstellingen | Leo Morales 46' Giovanni Romero Franklin Lucena Gabriel Cichero Oswaldo Vizcarrondo 53' Carlos Salazar 59' Angelo Peña 73' Edgar Jiménez 59' César González Luis Seijas 67' Daniel Arismendi |
| Luciano Monzón 32' Agustín Marchesín 46' Gastón Díaz 46' Mauricio Sperdutti 46' Luciano Aued 53' Fabián Rinaudo 61'                                                                        | wissels      | 46' Alexander González 53' Giácomo Di Giorgi 59' Jesús Gómez 59' José Miguel Reyes 67' Angel Chourio 73' Evelio Hernández                                                                    |
| Pablo Mouche 40' | gele kaarten | 10' Carlos Salazar |

### Achttiende ontmoeting
| Vriendschappelijk (Calcutta, India, 2 september 2011): |              | |
| Venezuela | 0 – 1        | Argentinië |
| | goals        | 70' Nicolás Otamendi |
| César Farías | bondscoach   | Alejandro Sabella |
| Rafael Romo Gabriel Cichero Oswaldo Vizcarrondo Roberto Rosales Fernando Amorebieta 90' Frank Feltscher 74' César González 90' Agnel Flores Tomás Rincón Miku José Salomón Rondón | opstellingen | 83' Sergio Romero Martín Demichelis Pablo Zabaleta Marcos Rojo Nicolás Otamendi 74' Lucho González Javier Mascherano Ángel Di María 61' Ricardo Álvarez Lionel Messi 77' Gonzalo Higuaín |
| Yohandry Orozco 74' Andrés Túñez 90' Josmar Zambrano 90' | wissels      | 61' Javier Pastore 74' José Sosa 77' Kun Agüero 83' Federico Fernández |
| Fernando Amorebieta 87' | gele kaarten | 63' Javier Mascherano |
| - Debuut van Fernando Amorebieta en Andrés Túñez voor Venezuela. |              | |

### Negentiende ontmoeting
| WK 2014 kwalificatie (Puerto La Cruz, Venezuela, 11 oktober 2011): |              | |
| Venezuela | 1 – 0        | Argentinië |
| Fernando Amorebieta 61' | goals        | |
| César Farías | bondscoach   | Alejandro Sabella |
| Renny Vega Gabriel Cichero Fernando Amorebieta Oswaldo Vizcarrondo Roberto Rosales César González 83' Juan Arango Franklin Lucena Tomás Rincón Miku 89' José Salomón Rondón 76' | opstellingen | Mariano Andújar Nicolás Burdisso Nicolás Otamendi Martín Demichelis 66' Pablo Zabaleta Marcos Rojo 74' José Sosa Javier Mascherano 84' Ángel Di María Lionel Messi Gonzalo Higuaín |
| Frank Feltscher 76' Julio Álvarez 83' Alejandro Moreno 89' | wissels      | 66' Éver Banega 74' Rodrigo Palacio 84' Javier Pastore |
| | gele kaarten | 59' Javier Mascherano 60' Marcos Rojo |
| - Eerste overwinning ooit voor Venezuela op Argentinië. |              | |

### Twintigste ontmoeting
| WK 2014 kwalificatie (Buenos Aires, Argentinië, 22 maart 2013): |              | |
| Argentinië | 3 – 0        | Venezuela |
| Gonzalo Higuaín 29' Lionel Messi 45' (pen.) Gonzalo Higuaín 59' | goals        | |
| Alejandro Sabella | bondscoach   | César Farías |
| Sergio Romero Federico Fernández Pablo Zabaleta Marcos Rojo Ezequiel Garay Walter Montillo Javier Mascherano Fernando Gago 62' Lionel Messi Ezequiel Lavezzi 83' Gonzalo Higuaín 80' | opstellingen | Dani Hernández Andrés Túñez Gabriel Cichero Oswaldo Vizcarrondo Alexander González Franklin Lucena Frank Feltscher 74' Juan Arango 56' Luis Seijas Tomás Rincón 80' José Salomón Rondón |
| Éver Banega 62' Rodrigo Palacio 80' Maxi Rodríguez 83' | wissels      | 56' Rómulo Otero 74' César González 80' Miku |
| Gonzalo Higuaín 75' Pablo Zabaleta 86' | gele kaarten | 31' Alexander González 37' Tomás Rincón 59' Franklin Lucena 84' Miku |

### 21ste ontmoeting
| Copa América Centenario (Foxborough, Verenigde Staten, 18 juni 2016): |              | |
| Argentinië | 4 – 1        | Venezuela |
| Gonzalo Higuaín 8' Gonzalo Higuaín 29' Lionel Messi 60' Erik Lamela 71' | goals        | 70' José Salomón Rondón |
| Gerardo Martino | bondscoach   | Rafael Dudamel |
| Sergio Romero Gabriel Mercado Ramiro Funes Mori Javier Mascherano Marcos Rojo Nicolás Otamendi Augusto Fernández Nicolás Gaitán 67' Éver Banega 80' Gonzalo Higuaín 74' Lionel Messi | opstellingen | Dani Hernández Wilker Ángel Oswaldo Vizcarrondo Rolf Feltscher Alexander González Arquímedes Figuera 84' Tomás Rincón 55' Luis Seijas Alejandro Guerra José Salomón Rondón 80' Josef Martínez |
| Erik Lamela 67' Kun Agüero 74' Lucas Biglia 80' | wissels      | 55' Juanpi 80' Yonathan Del Valle 84' José Velázquez |
| Nicolás Gaitán 27' | gele kaarten | 5' Luis Seijas 53' Wilker Ángel 63' Arquímedes Figuera 77' José Salomón Rondón |
| - Luis Seijas mist een strafschop namens Venezuela. |              | |